# Michale Graves
Michael Emanuel, mer känd som Michale Graves, född 21 mars 1975, är en amerikansk sångare och låtskrivare. Han var sångare i The Misfits mellan 1995 och 2000. 

## Biografi
Michale Graves höll på att spela in en demo med sitt dåvarande band Mopes när han fick höra att Misfits annonserade efter en sångare. Han hade inte hört någonting med Misfits förut, så han köpte deras samlingsskiva Collection I för att lära sig lite mer om dem och deras musik. Den nya trummisen i Misfits, Dr. Chud, tog snabbt Graves under sina vingar och de två förblev vänner under flera år.
Man kan höra Graves på skivorna American Psycho, Famous Monsters och Cuts from the Crypt med Misfits. Han skrev även några av låtarna till skivorna, till exempel "Dig Up Her Bones", "Saturday Night", "This Island Earth", "Fiend Without a Face", "Shining", "The Haunting", "Witch Hunt" och "Fiend Club". Han har även hjälpt till att skriva många andra låtar.
Efter att ha lämnat Misfits år 2000 fortsatte han med att bilda bandet Graves tillsammans med Dr. Chud. Bandet hann släppa ett album innan det splittrades till följd av meningsskiljaktigheter mellan Michale och Chud.
Därefter bildade Michale bandet Gotham Road som även de bara hann släppa ett album, varav många av låtarna är nyinspelningar av låtar från Michales förra band, Graves. Då Michale lämnade bandet för att tjänstgöra inom den amerikanska marinen utan att upplösa alltihop är detta band tekniskt sett fortfarande aktivt.
Michale Graves är troende kristen och republikan, något som många äldre Misfitsfans ogillar då det inte anses så väldigt coolt och punkigt att vara kristen republikan.

## Diskografi

### Misfits
- 1997 – American Psycho
- 1999 – Famous Monsters
- 2001 – Cuts from the Crypt

### Graves
- 2001 – Web of Dharma

### Gotham Road
- 2003 – Seasons of the Witch

### Soloalbum
- 2005 – Punk Rock is Dead
- 2006 – Return to Earth
- 2007 – Illusions with Damien Echols
- 2008 – Illusions Live/Viretta Park
- 2013 – Vagabond
- 2013 – Lost Skeleton Returns
- 2013 – Vagabond Acoustic
- 2014 – Supernatural (Michale Graves album)Supernatural
- 2014 – Wanderer
- 2014 – Zombies United featuring Night of Samhain
- 2015 – Wanderer Acoustic